# Wickenburg (Arizona)
|  | Dieser Artikel wurde aufgrund von inhaltlichen Mängeln auf der Qualitätssicherungsseite des Projektes USA eingetragen. Hilf mit, die Qualität dieses Artikels auf ein akzeptables Niveau zu bringen, und beteilige dich an der Diskussion! Eine nähere Beschreibung der zu behebenden Mängel fehlt. |

Wickenburg ist eine Kleinstadt im Maricopa County im Bundesstaat Arizona der Vereinigten Staaten.
Das U.S. Census Bureau hat bei der Volkszählung 2020 eine Einwohnerzahl von 7474 ermittelt.
Wickenburg hat eine Fläche von 29,8 km². Die Bevölkerungsdichte liegt bei 251 Einwohnern pro km². Durch die Stadt verlaufen die U.S. Highways 60 und 93.

## Geschichte

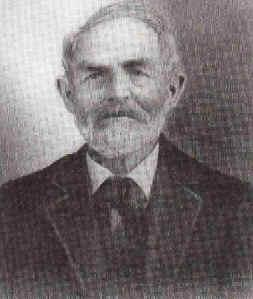
Henry Wickenburg

Die am Hassayampa River gelegene Stadt erhielt ihren Namen nach einem aus Holsterhausen stammenden Goldsucher namens Henry (ursprünglich: Heinrich) Wickenburg, der sie 1863 gegründet hat. Sie gilt nach Tucson und Yuma als drittälteste Stadt Arizonas. Im Jahr 1871 habe die zentral in einer ausgedehnten Bergbauregion gelegene Stadt um 500 Einwohner gehabt; auch wird zu diesem Zeitpunkt bereits „eine Reihe von Kaufhäusern“ (a number of mercantile houses) genannt. Im Jahr darauf (1872) ist von ‚um die zwanzig‘ (about twenty) Adobe-Häusern die Rede, aus denen die Stadt bestünde, und davon, dass die rund 200 Beschäftigten bei der in der Nachbarschaft gelegenen Erzmühle der Vulture Mine Company für das Hauptgeschäft des Orts sorgten, nämlich ‚Trinken und Spielen‘ (drinking and gambling). Bei der durch den Bruch des Walnut-Grove-Staudamms ausgelösten Sturzflut im Jahr 1890 wurde der Ort stark in Mitleidenschaft gezogen.

## Persönlichkeiten
- Henry Wickenburg (1819–1905), Goldsucher, Farmer und Gründer der Stadt.
- Elizabeth Hudson Smith (* 1869), Hotelbesitzerin und Kulturveranstalterin.[8]
- Angela Hutchinson Hammer (1870–1952), Lehrerin und Zeitungsherausgeberin (u. a. Wickenburg Miner).[9]